# إغناسيو سولوزابال
إغناسيو سولوزابال (بالإسبانية: Ignacio Solozábal)‏ هو لاعب كرة سلة إسباني معتزل. مثّل منتخب بلاده. شارك في مسابقة كرة السلة في الألعاب الأولمبية الصيفية. رشح لقائمة أكثر 50 مساهم للدوري الأوروبي. فاز بالميدالية الفضية في الألعاب الأولمبية الصيفية 1984 وحقق المركز الثاني مع منتخب بلاده في بطولة أمم أوروبا لكرة السلة 1983.

## روابط خارجية
- إغناسيو سولوزابال على موقع الاتحاد الدولي لكرة السلة (الإنجليزية)
- إغناسيو سولوزابال على موقع الدوري الإسباني لكرة السلة (الإسبانية)
- إغناسيو سولوزابال على موقع ريلجم (الإنجليزية)
- إغناسيو سولوزابال على موقع بروبوليرز (الإنجليزية)
- إغناسيو سولوزابال على موقع سبورتس رفرنس (الإنجليزية)
- إغناسيو سولوزابال على موقع أوليمبيديا (الإنجليزية)